# Neuromelia sericea
Neuromelia sericea là một loài bướm đêm trong họ Geometridae.